# Unibet

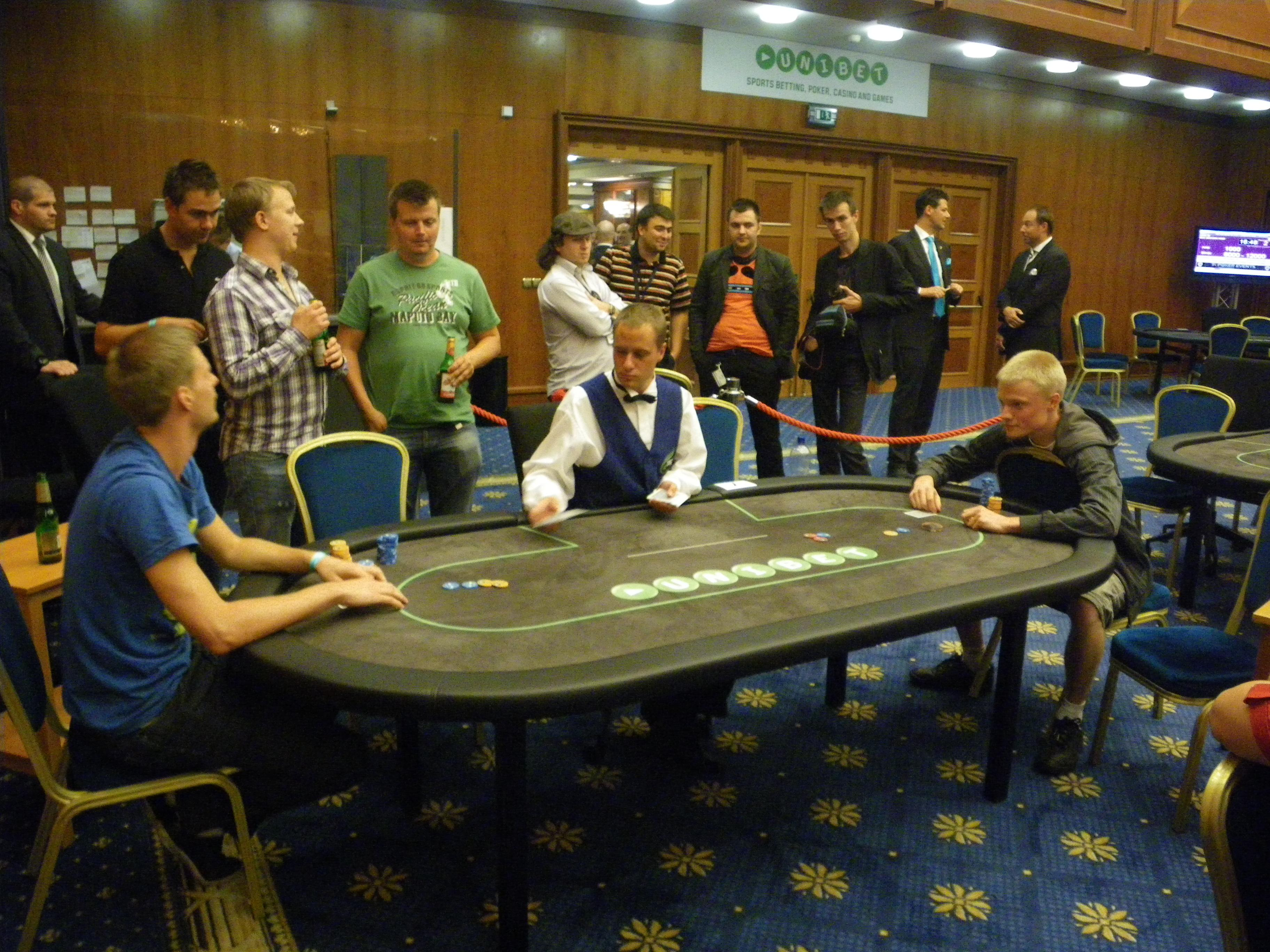
Unibet Open

Unibet jest jedną z największych firm udostępniających gry losowe w internecie. W ofercie posiada zakłady bukmacherskie, w tym zakłady przedmeczowe, oraz zakłady na żywo. Firma ma swoją siedzibę na Malcie. Unibet jest częścią publicznej spółki akcyjnej z ograniczoną odpowiedzialnością Unibet Group plc., notowanej na giełdzie w Sztokholmie. Obroty w 2012 roku wyniosły £197,200,000.
W skład zarejestrowanej na Malcie spółki Unibet Group plc. wchodzi marka Unibet (będąca nazwą strony internetowej), Maria (internetowe bingo oraz gry kasynowe) oraz Kambi (sportsbook). Unibet Group jest jednym z największych internetowych operatorów gier losowych na całym świecie, z którego usług korzysta 7,2 miliona klientów w ponad 100 krajach różnych. Kluczowe rynki to kraje skandynawskie, Belgia oraz Holandia.
Poprzez stronę internetową i inne formy dostępu (telefony komórkowe oraz telewizja cyfrowa) Unibet udostępnia różne formy gier losowych, takich jak: zakłady sportowe, zakłady na żywo, supertoto, wiele gier typowo kasynowych (ruletka, black jack, Carribean stud itd.), poker oraz bingo.

## Wyróżnienia
Unibet został nagrodzony przez międzynarodowy magazyn gier losowych eGaming Review tytułem najlepszego europejskiego operatora zakładów sportowych w latach 2006, 2008 i 2009. Unibet został też wyróżniony w kategorii operatora zakładów na żywo w 2009 roku.

## Unibet Open
Unibet Open (UO) to rozgrywane w Europie zawody pokera Texas Hold’em na żywo (Series of Live Texas Hold’em Poker Tournaments in Europe), których organizatorem jest Unibet. Pierwsza edycja UO miała miejsce w drugiej połowie 2007 roku w Warszawie. Zawody kontynuowano także w następnym roku, z rozgrywkami w Mardycie, Mediolanie i Warszawie. W 2009 roku zawody UO okazały się najpopularniejszym wydarzeniem tego typu w Europie. Rozegrano wówczas turnieje w Budapeszcie, portugalskim kurorcie Algarve, Londynie, Pradze oraz w Warszawie. W 2010 roku UO odbył się w Budapeszcie, bułgarskim kurorcie Złote Piaski, Pradze, Walencji oraz w Paryżu. Tymczasem w zeszłym roku rozgrywki miały miejsce na Malcie, w Barcelonie, Dublinie oraz w Rydze. Lutowe zawody UO 2012 odbyły się w Pradze. Odbywać będą się jeszcze majowe rozgrywki w Paryżu oraz sierpniowe w Londynie.

## Krótka historia
W 1997 roku zarejestrowana zostaje firma Unibet. W 1998 roku Unibet otrzymuje licencję na organizację zakładów w Wielkiej Brytanii. Otworzywszy siedzibę w Londynie, firma zaczyna oferować zakłady przez telefon. W 1999 roku pojawia się strona internetowa w języku angielskim i szwedzkim. W 2000 roku zostaje założona publiczna spółka akcyjna z ograniczoną odpowiedzialnością Unibet Group plc. Unibet International otrzymuje zezwolenie na działalność i założona zostaje siedziba na Malcie. W 2001 roku strona Unibet została odświeżona i przetłumaczona na 12 kolejnych wersji językowych. Od tej chwili Unibet obsługuje klientów w pond 50 krajach. W 2003 roku uaktualniona zostaje strona internetowa, pojawiają się nowe usługi, takie jak: zakłady na żywo oraz gry kasynowe. Firma ma już 265 tysięcy zarejestrowanych klientów z ponad 100 krajów. W 2004 roku spółka jest notowana na sztokholmskiej giełdzie (obecnie NASDAQ OMX Nordic Exchange). Pojawiają się usługa Supertoto oraz poker, karty zdrapki i program “Pokermiljonen”. Unibet staje się także dostępny przez komórkę. W 2005 roku przejęty zostaje serwis MrBookmaker.com. W 2006 roku strona Unibet staje się dostępna w 20 językach. Można od teraz grać w bingo. Powstaje także grupa holdingowa na Malcie. W 2007 roku Przejęta zostaje spółka Maria Holdings, celem wzmocnienia pozycji Unibet na rynkach skandynawskich. W 2008 roku przejęty zostaje największy skandynawski operator zakładów trottingowych, Travnet. W tym samym roku Unibet uzyskuje także certyfikat G4 (Global Gaming Guidance Group), w nagrodę za spełnienie standardów organizacji odnośnie do odpowiedzialnego udziału w grach losowych. Organizacja eCOGRA także wyróżnia Unibet certyfikatem (www.ecogra.org). Unibet zostaje członkiem Europejskiego Stowarzyszenia Gier i Zakładów (European Gaming and Betting Association - EGBA), zrzeszającego 12 największych operatorów gier losowych w Europie. Stowarzyszenie ma ściśle określone zasady postępowania z przypadkami nałogu hazardowego, uprawiania gier losowych przez nieletnich oraz prania brudnych pieniędzy. Regulamin organizacji dokładnie określa zasady prywatności graczy. W 2009 roku Unibet ma już klientów z ponad 150 krajów. W 2010 roku Unibet zyskuje zezwolenie na prowadzenie zakładów sportowych, zakładów na wyścigi konne oraz na oferowanie gry w poker na terenie Francji. W 2011 roku Unibet ogłasza przejęcie EurosportBet oraz EurosportPoker, francuskiego operatora sportsbooków, oferującego także grę w poker. W tym samym roku Unibet zyskuje jedną z 48 licencji na prowadzenie działalności na rynku duńskim. Unibet przejmuje australijskiego operatora zakładów sportowych Betchoice za sumę £13,600,000. Betchoice prowadzi Wyścigi Sportowe i silnik zakładów w australijskim rynku dzięki swojej stronie internetowej.